# Jean-Christian II de Solms-Baruth

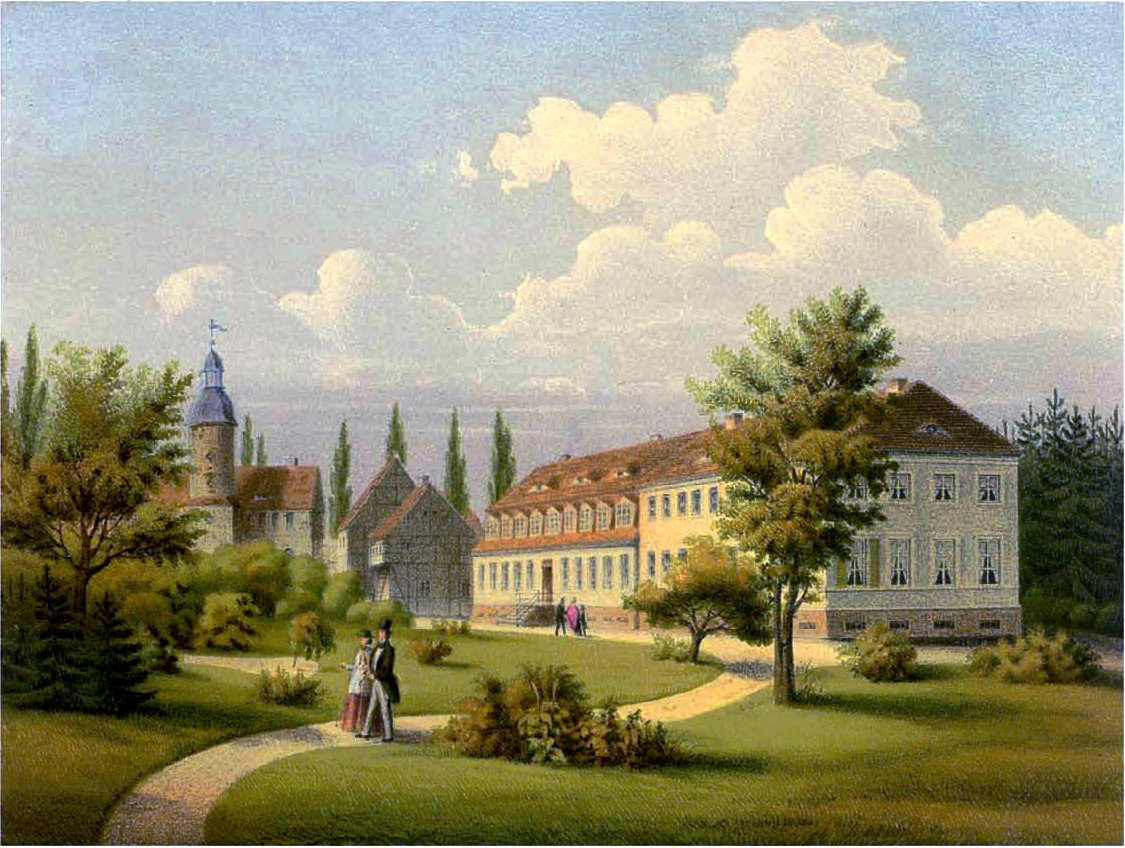
Château de Baruth env. 1860

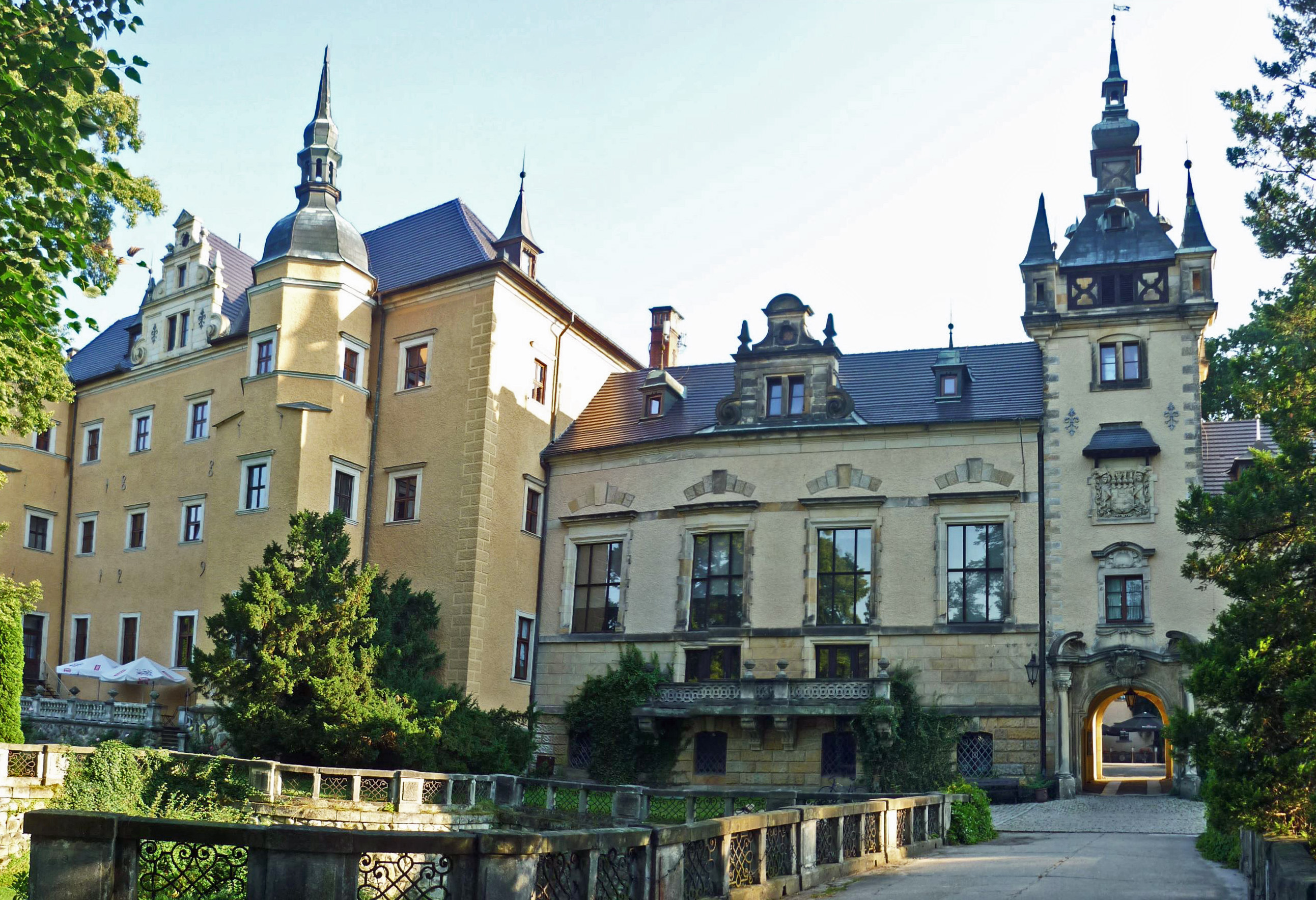
Château de Kliczków, Silésie

Jean-Christian II de Solms-Baruth (né le 29 juin 1733 à Baruth et mort le 7 octobre 1800 à Klitschdorf) est seigneur de Baruth et comte de Solms-Baruth à Klitschdorf.
Il est le fils unique du comte Jean-Charles de Solms-Baruth (bg) à Klichdorf (1702-1735) et de son épouse la comtesse Henriette-Louise-Wilhelmine de Lippe-Biesterfeld (bg) (1711-1752), fille du comte Rodolphe-Ferdinand de Lippe-Weissenfeld (bg) (1671-1736). et la comtesse Julienne-Louise de Kunowitz (1671-1741). Il est le petit-fils du comte Jean-Christian Ier de Solms-Baruth (bg) à Klichdorf (mort en 1726).
Jean-Christian II de Solms-Baruth décède le 7 octobre 1800 à Klichdorf près d'Osiecznica dans la province de Silésie, à l'âge de 67 ans.

## Famille
Jean-Christian II se marie le 30 janvier 1764 à Verau avec la comtesse Wilhelmine-Louise Constantine de Lippe-Bisterfeld (née le 15 juillet 1733 à Bisterfeld et morte le 20 février 1766 à Klichdorf), héritière de Verau et Klichdorf (1733 – 1766), veuve du comte Siegfried von Promnitz (1734-1760), fille du comte Frédéric-Charles-Auguste de Lippe-Biesterfeld (1706-1781) et de son épouse la comtesse Barbara-Éleonore de Solms-Baruth (bg) (1707-1744), fille du comte Jean-Christian Ier de Solms-Baruth (bg) (1670-1726). Ils n'ont pas d'enfants. Elle décède à l'âge de 32 ans en 1766
Jean-Christian II se marie une seconde fois le 10 mars 1767 à Berlin avec la comtesse Frédérique-Louise-Sophie de Reuß-Köstritz (de) (née le 15 février 1748 à Copenhague et morte le 5 février 1798 à Klichdorf), fille du comte Henri VI de Reuss-Köstritz (bg) (1707-1783) et son épouse la marquise Henrica Joanna Francisca Susana de Casado (1725-1761). Ils ont sept enfants,,:
- Amélie-Henriette-Charlotte (1768-1847), mariée le 30 janvier 1789 au château de Klichdorf avec le prince Charles-Louis de Hohenlohe-Langenbourg (1762-1825)
- Jean-Henri-Frédéric (bg) (1770-1810), comte de Solms-Baruth, seigneur de Verau, Klichdorf, Baruth, marié le 20 octobre 1797 à Klichdorf avec la comtesse Charlotte-Caroline-Amélie de Reichenbach (1776-1851)
- Marie-Frédérique (1772-1772)
- Isabelle-Louise-Constance (bg) (1774-1856), mariée le 29 juin 1800 à Klichdorf avec son cousin le comte Charles-Christian de Lippe-Weissenfeld (bg) (1740-1808), seigneur d'Armenruh, fils du comte Ferdinand-Louis de Lippe-Weissenfeld (bg)
- Jeanne-Françoise (1776-1840), mariée le 28 juin 1793 à Klichdorf au comte Heinrich Léopold-Gottlob von Reichenbach-Goschütz (1768 – 1816), maître de poste de Silésie
- Marie-Caroline (1780-1781)
- Sophie Caroline (1785-1790)